# جو كروغر (سياسي)
جو كروغر هو سياسي أسترالي، ولد في 28 فبراير 1935 في Kallangur, Queensland ‏ في أستراليا، وتوفي في 24 يوليو 2003 في Redcliffe, Queensland ‏ في أستراليا. نشط حزبياً في حزب العمال الأسترالي. وقد انتخب عضو المجلس التشريعي لولاية كوينزلاند ‏.